# Członek giełdy
Członek giełdy – podmiot rynku kapitałowego, który jest uprawniony do zawierania transakcji na Giełdzie Papierów Wartościowych w Warszawie.
Członkiem giełdy może zostać tylko:
- firma inwestycyjna,
- zagraniczna firma inwestycyjna,
- Krajowy Depozyt Papierów Wartościowych.

Warunki, które muszą być spełnione aby uzyskać status członka giełdy:
- jest osobą prawną,
- posiadanie odpowiedniego pozwolenia na prowadzenie działalności maklerskiej,
- rękojmia prawidłowego wykonywania zadań członka giełdy,
- posiadanie odpowiednich warunków techniczno-organizacyjnych wymaganych do uczestnictwa w obrocie zorganizowanym.